# 4357 Korinthos
4357 Korinthos è un asteroide della fascia principale. Scoperto nel 1973, presenta un'orbita caratterizzata da un semiasse maggiore pari a 3,0045053 UA e da un'eccentricità di 0,0634416, inclinata di 10,49166° rispetto all'eclittica.